# المعيار المكسيكي الرسمي
إن المعيار الكلاسيكي الرسمي، واختصاره NOM، هو اسم كل سلسلة من المعايير واللوائح الرسمية والإلزامية للأنشطة المتنوعة في المكسيك. يشار اليها أكثر شيوعا باسم NOMs أو normas.
تُعَد المعايير بواسطة المديرية العامة للمعايير،(Dirección General de Normas (DGN)،و هي الهيئة التي تمثل المكسيك في المنظمة الدولية للتوحيد القياسي (ISO).